# Ebba Wichman
Ebba Louise Dorotea Wichman, född 6 februari 1885 i Göteborgs Carl Johans församling, död 13 oktober 1965 i Västerleds församling, var en svensk lärare, skolföreståndare och kvinnosakskvinna. Hon var ordförande för Föreningen för kvinnans politiska rösträtt i Tranås 1915–1916 och Föreningen för kvinnans politiska rösträtt i Vara 1917–1918.